# ドルボド駅
ドルボド駅（ドルボドえき、モンゴル語：ᠳᠥᠷᠪᠡᠳ
ᠥᠷᠲᠡᠭᠡ　転写：Dörböd ortege）とは、中華人民共和国黒竜江省大慶市ドルボド・モンゴル族自治県泰康鎮に位置する浜洲線、哈斉旅客専用線の駅。

## 歴史
- 1900年 - 開業。開業時の駅名は小蒿子駅。
- 時期不明 - 泰康駅に改称。
- 2018年5月1日 - ドルボド駅に改称。[2][3]

## 隣の駅
中華人民共和国鉄道部
浜洲線
高家駅 - ドルボド駅 - 煙筒屯駅
哈斉旅客専用線
大慶西駅 - ドルボド駅 - 紅旗営東駅

## 参考資料
1. ↑  “中国铁路哈尔滨局集团有限公司关于泰康站更名的公告”.  中国铁路客户服务中心 (2018年3月19日). 2018年3月27日閲覧。
2. ↑  “百年老站正式迈入“杜尔伯特”时代”. 杜尔伯特政府网. (2018年5月1日) 2018年5月1日閲覧。

座標: 北緯46度52分07秒 東経124度26分27秒 / 北緯46.8687度 東経124.4407度